# Olatjärnen, Västerbotten
Olatjärnen är en sjö i Vännäs kommun i Västerbotten och ingår i Umeälvens huvudavrinningsområde. Olatjärnen ligger i Åtmyrberget Natura 2000-område.